# Pericallimyia flavicauda
Pericallimyia flavicauda är en tvåvingeart som först beskrevs av Malloch 1925.  Pericallimyia flavicauda ingår i släktet Pericallimyia och familjen spyflugor.
Artens utbredningsområde är Zimbabwe. Inga underarter finns listade i Catalogue of Life.